# Michele Carta Mameli
Michele Carta Mameli (Cagliari, 31 agosto 1836 – Roma, 23 maggio 1907) è stato un funzionario, magistrato e politico italiano.

## Biografia
Dopo la laurea a Cagliari, nel 1861 entra nell'amministrazione dell'interno e svolge le funzioni di consigliere di prefettura a Genova, Bologna, Firenze e Roma. Nel 1877 Giovanni Nicotera lo chiama al ministero dell'interno come suo segretario personale, l'anno successivo entra a far parte del Consiglio di Stato come referendario alla sezione delle finanze. Chiamato da Agostino Depretis quale proprio capo di gabinetto nel suo primo governo (dove è anche ministro degli interni ad interim), inizia un rapporto di personale collaborazione col politico pavese che va dal 1876 al 1884. In quest'ultimo anno rientra al Consiglio di Stato (stavolta alla sezione Interno e Istruzione pubblica). Nel 1887 viene nominato consigliere, incarico che ricopre per i successivi venti anni cumulando in parte anche la carica di presidente di sezione.
Magistrato preparato e buon conoscitore del diritto, nel corso della sua carriera è anche membro della Commissione di vigilanza sulla Cassa depositi e prestiti, incarico senza retribuzione che deve subire per spirito di servizio. Rivolgendosi a un amico influente, il 3 febbraio 1894 scrive infatti che «in questo momento mi è stato formalmente assicurato che per la Commissione del domicilio coatto non c'è medaglia di presenza. Siccome di Commissioni senza assegno me ne basta una, cioè quella della vigilanza sulla Cassa depositi e prestiti, così ti avverto della cosa, acciò la Commissione per il domicilio coatto possa essere appiopata a qualcuno che appartiene a qualche Commissione retribuita». Nominato senatore a vita nel 1900, si distingue presto come uno dei più assidui partecipanti alle sedute. In questo ambito, merita di essere ricordato il suo appassionato intervento sulla conservazione dei monumenti e degli oggetti di antichità e d'arte, imperniato sulla proposta di stabilire a protezione dei monumenti vere e proprie "servitù legali", determinando l'altezza massima entro la quale consentire di edificare e soprattutto la distanza dal monumento delle nuove costruzioni.